# WWF Junior Heavyweight Championship
El WWF Junior Heavyweight Championship fue un campeonato de lucha libre profesional reconocido por las empresas World Wide Wrestling Federation y New Japan Pro Wrestling, creado para luchadores de pequeño tamaño. El campeonato existió entre 1967 y 1985.

## Campeones

### Lista de campeones
|    | Luchador            | N.º | Fecha                   | Días | Lugar                    | Notas y referencias |
| -- | ------------------- | --- | ----------------------- | ---- | ------------------------ | --- |
| 1  | Paul DeGalles       | 1   | septiembre de 1965      |      |                          | |
| 2  | Johnny De Fazio     | 1   | 15 de octubre de 1965   |      | Pittsburgh, Pensilvania  | |
| 3  | Jackie Nicholas     | 1   |                         |      | Nueva Inglaterra         | |
| 4  | Johnny De Fazio     | 2   |                         |      |                          | |
| 5  | Jackie Nicholas     | 2   |                         |      |                          | |
| 6  | Johnny De Fazio     | 3   |                         |      |                          | |
| 7  | Jackie Nicholas     | 3   |                         |      |                          | |
| 8  | Johnny De Fazio     | 4   |                         |      |                          | |
| —  | Vacante             | —   | enero de 1972           | —    |                          | De Fazio dejó el título vacante debido a su retiro de la lucha libre en 1972. |
| 9  | Carlos José Estrada | 1   | 20 de enero de 1978     | 3    | Uniondale, Nueva York    | Derrotó a Tony Garea para restablecer el título en la WWWF. |
| 10 | Tatsumi Fujinami    | 1   | 23 de enero de 1978     | 617  | Nueva York, Nueva York   | Se fue de la empresa con destino a New Japan Pro Wrestling, llevándose el título consigo. |
| 11 | Ryuma Go            | 1   | 2 de octubre de 1979    | 2    | Osaka, Japón             | |
| 12 | Tatsumi Fujinami    | 2   | 4 de octubre de 1979    | 789  | Tokio, Japón             | |
| —  | Vacante             | —   | 1 de diciembre de 1981  | —    |                          | Cuando Fujinami entró en la categoría de Peso Pesado. |
| 13 | Tiger Mask          | 1   | 1 de enero de 1982      | 119  | Tokio, Japón             | Derrotó a Dynamite Kid para ganar el título vacante. |
| —  | Vacante             | —   | 30 de abril de 1982     | —    |                          | Cuando Tiger Mask se lesionó. |
| 14 | Black Tiger         | 1   | 6 de mayo de 1982       | 20   | Fukuoka, Japón           | Derrotó a Gran Hamada para ganar el título vacante. |
| 15 | Tiger Mask          | 2   | 26 de mayo de 1982      | 312  | Osaka, Japón             | |
| —  | Vacante             | —   | 3 de abril de 1983      | —    |                          | Tiger Mask se lesionó a manos de Dynamite Kid en una lucha en parejas dos días antes. El 3 de abril, Dynamite Kid y Kuniaki Kobayashi lucharon por el título pero no hubo ganador.                                                                                  |
| 16 | Tiger Mask          | 3   | 13 de junio de 1983     | 60   | Ciudad de México, México | Derrotó a Gran Hamada para ganar el título vacante. |
| —  | Vacante             | —   | 12 de agosto de 1984    | —    |                          | Tiger Mask dejó el título vacante debido a su retiramiento de la lucha libre. |
| 17 | Dynamite Kid        | 1   | 7 de febrero de 1984    | 273  | Tokio, Japón             | Derrotó finalmente a The Cobra en una final triangular para ganar el título vacante. |
| —  | Vacante             | —   | 6 de noviembre de 1983  | —    |                          | Cuando Kid abandonó la WWF. |
| 18 | The Cobra           | 1   | 28 de diciembre de 1984 | 143  | Nueva York, Nueva York   | Derrotó a Black Tiger para ganar el título vacante. |
| 19 | Hiro Saito          | 1   | 20 de mayo de 1985      | 69   | Hiroshima, Japón         | |
| 20 | The Cobra           | 2   | 28 de julio de 1985     | 95   | Osaka, Japón             | |
| —  | Inactivo            | —   | 31 de octubre de 1985   | —    |                          | El título quedó vacante y luego fue abandonado cuando New Japan Pro Wrestling y World Wrestling Federation se dividieron. El 28 de junio de 1986 en Tokio, Shiro Koshinaka derrotó a The Cobra para convertirse en el primer Campeón Peso Pesado Junior de la IWGP. |
| 21 | Wild Pegasus        | 1   | 16 de abril de 1994     | 0    | Tokio, Japón             | El título fue usado como un trofeo para la primera edición del Super J-Cup. |
| —  | Inactivo            | —   | 16 de abril de 1994     | —    | Tokio, Japón             | |

### Mayor cantidad de reinados
| Reinados | Luchador                     |
| -------- | ---------------------------- |
| 4 veces  | Johnny De Fazio              |
| 3 veces  | Jackie Nicholas y Tiger Mask |
| 2 veces  | Tatsumi Fujinami y The Cobra |